# Ramat Aviv Gimmel
Ramat Aviv Gimmel (in ebraico רמת אביב גימל‎?) è una serie televisiva israeliana, ambientata nel quartiere di Ramat Aviv a Tel Aviv.